# ハンステッテン
ハンステッテン（独: Hahnstätten）は、ドイツ連邦共和国 ラインラント＝プファルツ州ライン＝ラーン郡に存在する市。ハンステッテン連合自治体 (独: Verbandsgemeinde Hahnstätten) の行政庁所在地となっている。
リンブルク・アン・デア・ラーンの南約10km、コブレンツの東約35kmに位置する。